# Luigino

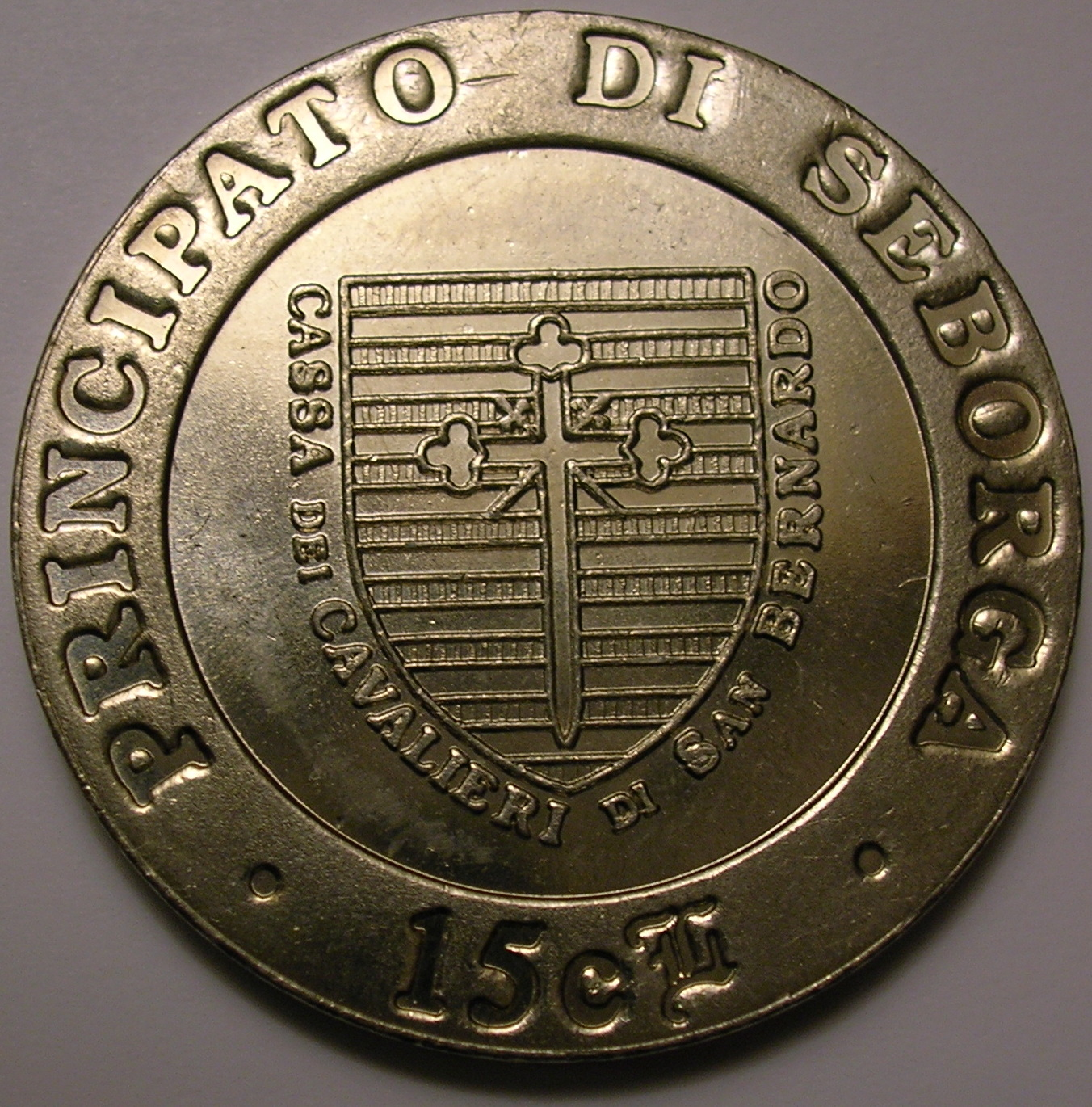
Moneda de 15 centesimi.

Luigino (plural Luigini, abreviatura: SPL) es una divisa usada desde 1994 en la ciudad italiana de Seborga, que reclama ser un principado independiente como el Principado de Seborga. Su nombre proviene del nombre Luigi, derivada a su vez de la antigua moneda francesa Louis d'or, creada por el rey Luis XIII.
Tiene su origen en 1666, año en el que el Príncipe-Abad Eduardo creó una serie en oro y plata. 
En 1994, el autodenominado príncipe Giorgio I recuperó esta antigua costumbre. Desde este año y hasta 1996 se hicieron un total de 29 tipos de monedas, fabricadas en distintos metales, incluida la plata.
El Luigino es admitido en todas las tiendas de las ciudad, aunque la moneda legal sigue siendo el euro. Pueden conseguirse en el Palacio, la oficina de turismo, determinadas tiendas de la ciudad, o incluso a través de internet. En 20 de agosto del 2023 se presentó el primer billete del Luigino, dado que hasta ese momento únicamente se emitieron series de monedas. Además, el billete lleva en el anverso la efigie de la princesa Nina y su escudo personal, junto con una vista. del horizonte de Seborga. En el reverso está representada la Iglesia de San Martino (principal templo católico del lugar), junto con el escudo del Principado de Seborga y un Código QR que enlaza con el sitio web oficial del principado, el billete con un valor de 3 luigini, similar en todos los aspectos a los billetes en circulación normales en términos de diseño y características de seguridad contra la falsificación, fue creado por el diseñador gráfico eslovaco Matej Gábriš, además se prevé imprimir más billetes.
Un luigino equivale a seis dólares estadounidenses, lo que la convierte en la divisa con mayor valor del mundo.

## Monedas

### Serie 1994
| Valor nominal | Diámetro | Emisión | Metal              | Número de copia |
| ------------- | -------- | ------- | ------------------ | --------------- |
| 1 Luigino     | 28 mm    | 1994    | Níquel             | 50              |
| 1 Luigino     | 28 mm    | 1994    | Bronce (85% Cobre) | 50              |
| 1 Luigino     | 28 mm    | 1994    | Níquel-Plata       | 50              |
| 1 Luigino     | 28 mm    | 1994    | Bronce (90% Cobre) | 50              |
| 1 Luigino     | 28 mm    | 1994    | Aluminio           | 50              |
| 1 Luigino     | 28 mm    | 1994    | Cobre              | 50              |
| 1 Luigino     | 28 mm    | 1994    | Plomo              | 50              |
| 1 Luigino     | 28 mm    | 1994    | Acero inoxidable   | 50              |
| 1 Luigino     | 28 mm    | 1994    | Hierro-Níquel      | 50              |
| 1 Luigino     | 28 mm    | 1994    | Acero inoxidable   | 50              |
| 1 Luigino     | 28 mm    | 1994    | Bronce             | 50              |
| 1 Luigino     | 28 mm    | 1994    | .999 Plata         | 50              |
| 1 Luigino     | 28 mm    | 1994    | Níquel-Cobre       | 50              |

### Serie 1995
| Valor nominal | Diámetro | Emisión | Metal                                                                                     | Número de copia |
| ------------- | -------- | ------- | ----------------------------------------------------------------------------------------- | --------------- |
| 5 Centesimi   | 19,5 mm  | 1995    | Acero inoxidable                                                                          | Desconocido     |
| 15 Centesimi  | 26 mm    | 1995    | Acero inoxidable                                                                          | Desconocido     |
| 1/2 Luigino   | 30 mm    | 1995    | Construcción bimetálica. Anillo exterior de bronce, interior de aleación de cobre-níquel. | Desconocido     |
| 1/2 Luigino   | 30 mm    | 1995    | Construcción bimetálica. Anillo exterior de bronce, interior de aleación de cobre-níquel. | Desconocido     |
| 1 Luigino     | 28 mm    | 1995    | Bronce                                                                                    | 10700           |
| 1 Luigino     | 28 mm    | 1995    | .999 Plata                                                                                | 150             |
| 7 ½ Luigini   | 37 mm    | 1995    | .999 Plata                                                                                | 1000            |